# Joseph Sintès
Joseph Sintes est un peintre espagnol, né en 1829 à Alaior (Minorque, Espagne) et mort à Alger en 1913. Il vécut toute sa vie à Alger, où il s'établit portraitiste de la bonne société et peintre des paysages de la région algéroise.

## Biographie
Sa famille immigra de Minorque à Alger dans les années 1830 (vraisemblablement en 1832), lors de la période d'immigration massive de Minorquins vers Alger où ils se spécialisaient dans l'horticulture, le maraîchage et l'arboriculture (voir histoire de Minorque).
Joseph Sintès bénéficia au début de sa carrière des conseils de plusieurs peintres français, dont Horace Vernet, spécialiste des tableaux de la conquête militaire coloniale. Il s'établit rue Dumont d'Urville et se fit tout d'abord connaître comme portraitiste pour une clientèle aisée en villégiature à Alger. Il réalisa ainsi le portrait des familles royales de Suède et de Norvège, du prince de Battenberg, du prince de Windisch-Graetz, du comte de Clermont-Tonnerre, etc..
Il fut par la suite professeur à l'École des beaux-arts d'Alger. On lui proposa à plusieurs reprises la fonction de directeur de cette école, ce qu'il refusa, ne voulant pas abandonner sa nationalité espagnole pour se faire naturaliser français.
Il est aujourd'hui surtout connu comme peintre de la vie quotidienne et des paysages d'Alger et de la région algéroise, apportant un éclairage saisissant sur les modes de vie des Algériens au XIXe siècle. Les scènes de rue dans la Casbah sont parmi ses toiles les plus reconnues.
Joseph Sintès mourut à Alger en 1913, à l'âge de 84 ans.

## Expositions
Le Musée  national des beaux-arts d'Alger possède plusieurs tableaux de Sintès.
Certains de ses tableaux furent présentés au Musée du Louvre à l'exposition sur les dessins français du Musée des beaux-arts d'Alger (2003-2004).
Une rétrospective lui a été consacrée à Alaior en avril 2006.